# نورمان جافي
نورمان جافي (بالإنجليزية: Norman Jaffe)‏ هو مهندس معماري أمريكي، ولد في 3 أبريل 1932 في شيكاغو في الولايات المتحدة، وتوفي في 19 أغسطس 1993 في بريدجهامبتون في الولايات المتحدة.